# 제임스 에인절

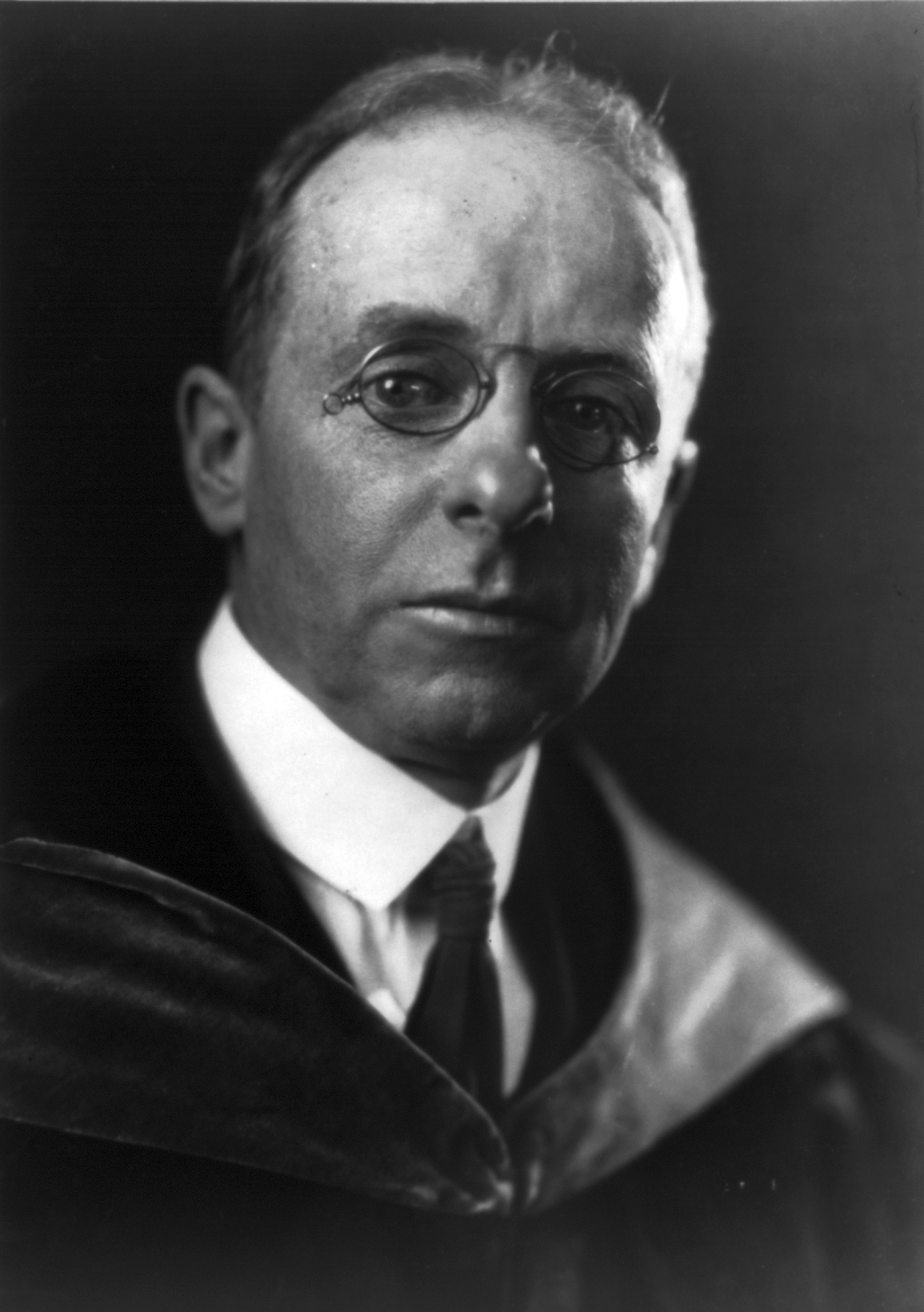

제임스 에인절(James Rowland Angell, 1869년 5월 8일 ~ 1949년 3월 4일)은 미국인 심리학자이자 교육인이다. 예일 대학교의 총장을 1921년부터 1937년까지 역임했다. 아버지 제임스 버릴 에인절(1829~1916년)은 버몬트 대학교에서 1866년부터 1871년까지 총장을 역임했으며 이후 1871년부터 1909년까지 미시간 대학교의 총장을 역임했다.

## 주요 저서
- Psychology: An Introductory Study of the Structure and Function of Human Consciousness'
- Chapters from Modern Psychology
- "The Influence of Darwin on Psychology" (part of a larger collection, Darwinism: Critical Reviews from Dublin Review, Edinburgh Review, Quarterly Review)
- "The Evolution of Intelligence" (part of a larger collection, The Evolution of Man: A Series of Lectures Delivered before the Yale Chapter of the Sigma XI during the Academic Year 1921-1922)